# Judenregal
Das Judenregal war im Mittelalter und der Frühen Neuzeit ein königlich verliehenes Herrschaftsrecht. Anknüpfend an die theologisch legitimierte Knechtschaft im Schicksal der Diaspora stellte das Judenregal diese in einen herrschafts- und vermögensrechtlichen Zusammenhang, zunächst in Gestalt der kaiserlichen Kammerknechtschaft. Mit der Goldenen Bulle von 1356 ging das Judenschutzrecht an die Kurfürsten sowie sukzessive an die Landesfürsten über.
Neben anderen finanziell nutzbaren Hoheitsrechten (Regalien) trug auch das Judenregal zur Finanzierung des Herrscherhaushalts bei.

## Historische Entwicklung
Die Grundlage für das Judenregal bildeten zeitgebundene theologische Vorstellungen, welche Juden als prinzipiell minderberechtigt sowie schutzbedürftig einstuften. Kirchliches und weltliches Recht beinhalteten jeweils eigene Schutzbefugnisse, in denen die Ansprüche der mittelalterlichen Gewalten des Papsttums und des Kaisertums wurzelten.
Der Königsfrieden, unter den unterschiedlichste Personen gestellt werden konnten, war von alters her eine Einkunftsquelle für die königlichen Kassen. Juden spielten dabei eine herausragende Rolle. Schon in der Karolingerzeit wurden die Juden gegen Zahlung eines Schutzzinses unter königlichen Schutz gestellt und erhielten dafür Zollbefreiungen und vereinzelte königliche Privilegien. Die Karolinger unterschieden verschiedene Statusgruppen von Juden, die aber nicht als Leibeigene angesehen wurden. Im Wormser Privileg von 1090 erneuerten und verbesserten die Salier den Judenschutz und unterstellten sie der königlichen Kammer. Friedrich II. unterstellte sich 1236 alle Juden reichsweit als königliche „Kammerknechte“ und gewährte ihnen Schutz vor Verfolgungen gegen die Zahlung von Schutzgeldern. Schutzbriefe wurden nicht mehr von Fürsten oder Bischöfen an einzelne oder Gruppen von Juden vergeben wie im frühen Mittelalter, sondern sie waren der kaiserlichen Kammer zinspflichtig. Dieses Steuerprivileg war übertragbar. Infolgedessen wiesen nach 1241 auch Steuerlisten deutscher Städte eine „Reichsjudensteuer“ auf. Mit dieser rechtlichen Konstruktion knüpfte er an den Begriff der Regalien an.
Unter Rudolf von Habsburg wurde das Judenregal als königliche Leibeigenschaft interpretiert, woraus sich das Recht ableitete, Juden gegebenenfalls entschädigungslos zu enteignen. Seit dem Interregnum verlieh der König das Judenregal an die emporkommenden deutschen Territorialfürsten. Karl IV. schützte zwar die Juden in seinem eigenen Hausmachtbereich, tat jedoch nichts zu ihrem Schutz auf Reichsebene. In der Goldenen Bulle übertrug er dann 1356 das Judenregal auf die Kurfürsten. Aus der ursprünglich persönlichen Bindung an den Kaiser wurde nun eine verkäufliche Ware, die auch verliehen und beliehen werden konnte. Aus dem Schutzinstrument wurde das Gegenteil: aus aktiven „Teilnehmern am wirtschaftlichen Geschehen“ wurden „Objekte der Wirtschaftspolitik“, deren Duldung von den wirtschaftlichen Interessen des Inhabers des Judenregals abhing.
Mit der Emanzipationsgesetzgebung zu Beginn des 19. Jahrhunderts und der Abschaffung der Leibeigenschaft wurden Juden zu gleichberechtigten Bürgern.